# Ein bißchen Südsee
Ein bißchen Südsee ist ein erstmals 1962 erschienener Sammelband mit elf Erzählungen und zugleich das erste Buch von Hermann Kant.

## Inhalt

### Krönungstag
Judith, die Schwester des Erzählers, wird beim Schulfest zur Königin ernannt. Dem soll sich traditionsgemäß am Nachmittag ein Triumphzug der Schüler zu ihrem Elternhaus in einer Arbeitersiedlung anschließen. Die Mutter versucht in Eile, das Grundstück herzurichten, wird dabei aber von ihrem Mann, der eine große Ladung Heu anliefert, einer zugelaufenen Ziege und der jüngeren Tochter, die von einem Zirkusaffen gebissen wurde, unterbrochen.

### Ein bißchen Südsee
Der Vater des Erzählers besucht jeden Sonntag den Hamburger Fischmarkt und kauft, zum Unwillen seiner Frau, regelmäßig Haus- oder Nutztiere von außergewöhnlicher Sorte. Eines Tages beschafft er sich mehrere Zierfische und richtet in der Wohnung ein Aquarium ein. Dieses lockt viele Interessierte an, sodass sich zum Leidwesen der kleinen Tochter das Abendessen bis in die Nacht verschiebt. Der Vater schafft die Fische daraufhin wieder ab und kauft einen Wachhund.

### Mitten im kalten Winter
Der Erzähler, ein Elektrikergeselle, arbeitet an einem kalten Wintertag auf den Strommasten eines Gutshofes. Den Mägden gegenüber gibt er sich reserviert, obwohl ihm Anna, eine der jungen Frauen, die offenbar schüchterner als ihre Kolleginnen ist, zunehmend gefällt. Sie beschafft ihm eine Leiter, wobei sich beide ungestört unterhalten können. Um sie wieder zu sehen, gibt er vor, eine Zange auf dem Hof verloren zu haben. Als der junge Mann deswegen am nächsten Tag zurückkehrt, erfährt er, dass Anna am Vortag nur aushilfsweise auf dem Gut war und eigentlich auf einem Vorwerk arbeitet.

### Im Walfisch
Zwei gefangene Soldaten, Hermann aus Hamburg und Walter aus Westfalen, kommen an einem kalten Abend miteinander ins Gespräch. Walter berichtet, dass er als Alternative zu einer fünfjährigen Zuchthausstrafe an die Front geschickt wurde. Während seiner Arbeit als Brunnenbauer hatte er die Tochter eines Prokuristen kennen und lieben gelernt. Ihr zuliebe stahl er sogar Blumen aus dem Garten des NSDAP-Kreisleiters. Als der Cousin der jungen Frau, ein Luftwaffenpilot, sie besuchte, wurde Walter eifersüchtig. Um sich zu beweisen, schoss er bei einem abendlichen Treffen mit seiner Leuchtpistole. Infolgedessen wurde er wegen Verstoßes gegen die Verdunkelung sowie wegen Diebstahls vor Gericht gestellt.

### Die Trompete
Der deutsche Kriegsgefangene Jonas spielt als Trompeter für die anderen Inhaftierten, verhält sich darüber hinaus aber stets zurückhaltend. Hintergrund ist, dass seine jüdische Mutter sich kurz nach der Machtübernahme der Nazis das Leben nahm und er im Krieg und nach der Gefangennahme mit den Auswirkungen der Judenverfolgung in den besetzten Gebieten konfrontiert wurde. Seine eigene Herkunft verschweigt er deshalb gewohnheitsgemäß. Auch als sein Vater ihm einen Brief und ein amtliches Bestätigungsschreiben darüber schickt, dass er als Sohn einer politisch Verfolgten Anspruch auf Entlassung hat, nutzt er dies zunächst nicht. Der Leiter des lagerinternen Antifakomitees sieht das Dokument jedoch zufällig und spricht Jonas Mut zu. Da der junge Mann beim Verlassen des Lagers aber die Trompete zurücklassen müsste, bleibt er letztlich freiwillig.

### Kleine Schachgeschichte
In einem polnischen Kriegsgefangenenlager gegen Ende des Zweiten Weltkrieges diskutieren die Mitglieder des Antifa-Blocks des Öfteren mit Offizieren über die politische Lage, wobei sich Letztere stets antikommunistisch und überheblich gegenüber der Arbeiterklasse zeigen. Sie verweisen dabei auch auf ihre Erfolge in den Schachspielen, die täglich im Lager stattfinden. Die Antifaschisten beschließen daraufhin, in einem Turnier gegen die Offiziere anzutreten. Nur der stets offensiv auftretende Gießereiarbeiter Florian spricht sich gegen den Wettbewerb aus und bezeichnet ihn als Opportunismus und Kompromissbereitschaft gegenüber dem politischen Gegner. Letztlich gewinnt ausgerechnet er die finale Partie gegen einen ehemaligen Grundbesitzer dank Opferung seiner Dame.

### Das Kennwort
Louis Fischer, Trainer für Diensthunde, bildet einen Schäferhund für den Polizeipräsidenten aus, der wie Fischer Sozialdemokrat ist. Der Vorgesetzte ist überzeugter Antikommunist und lässt Fischer das Tier darauf trimmen, bei dem Wort „Freiheit“ zuzubeißen. Nach der Machtübernahme Hitlers werden der Präsident und viele andere SPD-Mitglieder ermordet, der opportunistische Fischer hält sich hingegen bedeckt. Ihn wundert lediglich, dass der Hund den Präsidenten nicht verteidigte. Eines Tages suchen ihn drei SA-Angehörige mit dem betreffenden Tier auf und gratulieren zu seinem Ausbildungserfolg. Fischer trinkt mit den Männern und verrät dabei das Kennwort. Diese testen es unverzüglich und der Hund beißt seinen ehemaligen Lehrer zu Tode.

### Auf einer Straße
Ein Leipziger, der ehemals in Polen in Kriegsgefangenschaft saß, ist wieder in der Nähe Warschaus unterwegs. Er nimmt eine junge Frau mit und berichtet ihr von seinen Erlebnissen in dieser Zeit und davon, wie er bei anschließenden Reisen Menschen in Polen traf, mit denen er seine Erfahrungen teilte.

### Krankenbesuch
Paul Wittig wird im Betrieb ausgewählt, dem Kollegen Freese einen Krankenbesuch abzustatten. Dieser gilt zwar als fleißig, hat aber auffällig viele Ausfallzeiten und schlug vor kurzem einen Mitarbeiter nieder, weil er von dessen Witzen genervt war. Wittig fährt mit gemischten Gefühlen zu Freese, der ihn jedoch freundlich empfängt. Beim anschließenden Gespräch gesteht er, dass seine Frau an einer unheilbaren Krankheit leidet und nur noch etwa ein Jahr zu leben hat. Da sie nur ihn in ihrer Nähe duldet, erscheint er häufig nicht am Arbeitsplatz. Wittig fährt danach mit dem Vorsatz nach Hause, Freese zu helfen.

### Die Werbung
Ein Redakteur, der zugleich Erzähler der Geschichte ist, wird von der Jugendkommission einer Druckerei aufgefordert, den Schriftsetzer Jacob zu einem Studium zu überreden. Selbiger lehnte dies bisher ab und möchte höchstens den Meisterabschluss erwerben. Der Erzähler lässt sich dennoch auf das Gespräch ein. Dabei berichtet er Jacob, wie er selbst früher als Elektriker gearbeitet hat und sich Kunden aus dem Bürgertum abfällig über den Sozialismus und studierende Arbeiter geäußert haben. Außerdem beschreibt er das Studium als Herausforderung und tritt dabei selbst absichtlich arrogant auf. Der Setzer entscheidet sich daraufhin tatsächlich um.

### Gold
Der Erzähler kündigt mehrfach an darlegen zu wollen, wie sein Vater Gold gefunden hat. Er schweift aber stets ab, berichtet von anderen Funden, z. B. einem Schellenbaum und einem Fischernetz, sowie vom zeitweisen Verlust einer Ziege und von der redseligen Bekannten Frau Mylamm. Die Umstände des Goldfundes und ob dieser Begriff nur metaphorisch ist, bleiben letztlich offen.

## Veröffentlichungen
Die Sammlung wurde erstmals 1962 vom Verlag Rütten & Loening herausgegeben. In der DDR veröffentlichten auch der Aufbau Verlag sowie die Deutsche Zentralbücherei für Blinde Editionen, in der BRD publizierten ab 1968 verschiedene Häuser das Werk. Im Aufbau Verlag erschien 1995 die letzte Auflage.
1974 wurde in Leningrad eine deutschsprachige Ausgabe als Lehrbuch herausgegeben.

## Rezeption
In einem Nachruf bezeichnete Hans Hütt Kant in Anlehnung an Ein bißchen Südsee als „Meister der kurzen Form, der Ironie in der Tradition amerikanischer Erzähler zeigte“.

## Adaption
Ulrich Thein dreht auf Grundlage von Mitten im kalten Winter 1968 einen gleichnamigen Fernsehfilm.